# High West
High West (kinesiska: 西高山) är ett berg i Hongkong (Kina). Det ligger i den centrala delen av Hongkong. Toppen på High West är 494 meter över havet, eller 106 meter över den omgivande terrängen. Bredden vid basen är 0,36 km. High West ingår i The Twins.
Terrängen runt High West är kuperad österut, men västerut är den platt. Havet är nära High West västerut.  Centrala Hongkong ligger 2,6 km nordost om High West. 